# Бијела гора (Орјен)
Бијела гора или Бела планина је карстна зараван површине око 90 км² у источном делу Херцеговине, северозападном делу Црне Горе и северном делу Хрватске, која се спушта у правцу запада и север. у североисточном делу масива Орјен источно од града Требиња, на крајњој југоисточној тачки Босне и Херцеговине. Како се налази на тромеђи Босне и Херцеговине Црне Горе и Хрватске, територија Бијеле горе и масива Орјен се не завршава у Херцеговини, већ се делимично протеже на Црну Гору и Хрватску.  Налази се на надморској висини од 1.200 до 1.500 м.
Станиште је великих месождера и ендемских биљака. Петомесечно трајање снежног покривача оправдава јој назив „Бела планина“. Доминантне леденичке наслаге и простране високе шуме са стрмим крашким пределима Орјена,чине Бијелу гору популарним ловачким и планинарским подручјем.
Бијела гора је једна је од три потенцијалне пилот локације Натура 2000 у Босни и Херцеговини, које су одабрали домаћи и међународни стручњаци у оквиру пројекта под називом „Подршка пспровођењу Директиве о птицама и Директиве о стаништима у Босни и Херцеговини“. Уз Бијелу гору изабрана је и планина Враница и бар Тишина у Босанском Шамцу.

## Назив
Најизразитији високопланински предео североисточног масива Оријена,који је прекривен високим буково-јеловим шумама, и петомесечноим трајање снежног покривача, Лазар Томановић називао је планина Бијела гора.

## Положај и пространство
Бијела гора се налази се на простору североисточних падина масив Орјен  источно од града Требиња, на југоистоку Херцеговине у Републици Српској на крајњој југоисточној тачки Босне и Херцеговине. Територија Бијеле горе, се не завршава код Требиња, већ се делимично протеже на Црну Гору и Хрватску.
Обухвата област спољњег појаса Динарида, у залеђини Јадранског мора.  Основу карстне заравни Бијела гора  чини планински масив Орјена. Бијела гора се у источном делу обухвата,  спушта  у правцу запада и севера. На сверу се граница спушта до Требишњице, односно језера Горица. Налази се на надморској висини између 290 и 1.865 метара.
На истоку и југоистоку наслања се на државну границу са Црном Гором, док је део југозападне, односно западне границе  подручја, у рејону Подштировника, у дужини од 300 метара, и представља међудржавну границу са Хрватском.  Заједно са суседним Ловћеном, Орјен и Бијела гора чине посебан планински прстен око Боке Которске, једног од најлепших залива на свету.

### Централна координата подручја
По Гриничу централна координата подручја је на:
- 42° 38' 59.9694" северне географске ширине
- 18° 29' 4.4904" источне географске дужине.

Пружа се правцем од југа ка северу, у дужини од 20,1 километара и од запада ка истоку у дужини од 16,6 километара.

### Прилаз
Бијела гора (Орјен) је удаљен од Дубровника 27 км, Херцег Новог 38 км, Никшића 70 км, Мостара 115 км, Подгорице 120 км, Сарајева 230 км, Бањалуке 360 км, Београда 480 км. Од луке Бар удаљено је 152 км, а од луке Плоче 120 км. Од путних праваца најзначајнији су Београд – Дубровник и Мостар – Подгорица. Најближи аеродроми су у Чилипима (око 40 км), Тивту (око 60 км), Мостару (115 км) и Подгорици (120 км). Планирана је изградња аеродрома на Зубцима код Требиња 2020-тих година. У плану је и изградња Јадранско-јонске магистрале, чиме би се стратешка позиција Требиња и Бијеле горе у туризму битно побољшала.

## Географске карактеристике
Бијела гора је пространа, глацијална  кршка висоравн и врста глациокарста (доминантног облик алпског крша, раније залеђених или тренутно залеђених планина, као и крашки пејзажи у субполарним регионима који немају планински рељеф, а обликовали су их ледници), који су према Јовану Цвијићу, који за Орјенове леднике каже да су били крашког типа, навео да су се...
...Са овог масива спуштали су се мали ледници у свим правцима, испуњавајући крашка удубљења на површи. Они представљају праву ледничку мрежу. После повлачења увалских ледника, раздвојени један од другога, депоновали су морене и флувио-глацијални материјал растурен по крашким увалама.
Према томе Бијелу гору као и масив Орјен граде мезозојски кречњаци и доломити издвојени у 19 картографских јединица (према словно-бројчаним ознакама) – 11 кредне, 5 јурске и 3 тријаске старости. Овај масив је у време глацијација био покривен великом и дебелом ледном капом, која је била најмоћнија у овом делу Европе. У интерглацијалима лед се отапао и кретао у ниже пределе, што је условило ерозију основног масива, и највероватније у неколико наврата, на шта указују бројне морене у Добром долу, Пириној пољани и Ублима. Овај процес је утицао на то да су значајани делови геолошке подлоге (кречњаци и доломити), посебно у вишим положајима, покривен глацијалним и делувијалним (њиховим) трошинама, а уз водотоке мањим алувијалним наслагама.
Кречњаци Бијеле горе су већим делом чисти и дају нерастворни остатак за грађу, углавном, смеђих
земљишта. У случају да су прослојци доломита ретки и фрагментарни, картографске јединице су придружене кречњаку и назване кречњаци или претежно кречњаци. Кречњачке површине у великом делу површине, посебно у вишим теренима, карактерише врло висока стеновитост, али међу њима постоји и значајна разлика. 
Поред разлика у уложеним фосилима, основну педогенетску грађу намеће моћност слојева, односно банкова, и њихов положај према падини. Тањи слојеви се лакше и чешће ломе те дају ситније елементарне јединице у односу на дебље, посебно банкове. Такође, ситнији елементарни ареали настају када слојеви избијају на површину терена под одређеним углом. Насупрот томе, када су слојеви паралелни са падом падине, настају велики ареали. Ово је од посебног значаја на деловима који су захваћени моренским кретањима.
Јован Цвијић овако је описао огромне моренске наслаге овог некадашњег ледника:
Ледењак из огромног ледником хранљивог подручја Пазуа спустио се до дна Драгаљског поља. Терминална мораина попут степеништем полази из овог поља и може се пратити неколико километара. Висок је 140 м, а чине га кречњачка стена и груби комади кречњака, од којих су многи угласти и оштри. Огроман флувио-глацијални конус крхотина  причвршћен је за морену; Шљунак и песак покривају готово цело тло од села Драгаљ на североистоку до села Паљковца на југозападу. Овде се мешају са флувиоглацијалним алувијалним лепезом другог глечера, који је сишао са највишег дела планине Орјен у Дврсно и зауставила се изнад Пољенрандеса “.(Јована Цвијића: Геоморпхологија . Београд 1924.)

### Геоморфологија
Бијела гора је једна од риетких планина у Републици Српској на којој су видљиви глацијални облици ерозије и акумулације. Сниежна граница наБијелој гори је била на само 1.300 метара надморске висине, мања него на осталим планинама Балкана, што се објашњава великом количином падавина. Основна геолошка и геоморфолошка вредност Бијеле горе је карстни рељеф. Због великог утицаја посљледњег леденог доба, поред насталог компактног карста, на Белој гори се истичу и ледничке стене као последица таложења ледничког материјала након некадашње глацијације којој је ово подручје било изложено.
Најзначајнији облик настао радом глечера у заштићеном подручју је леднички валов који је сишао у Добри до, између два доминантна гребена – Велике Јастребице и Бугање греде. Моренски материјал је исталожен како на Бијелој гори тако и на ширем подручју масива. Дуги период таложења карбонатних стијена, оштећеност ових маса тектоником, убирањем и раседањем те велика количина „агресивних“ вода условиле су настанак и развој дубоке карстификације. Као резултат тога, у читавом масиву Биојењле горе (Орјена) развијен је подземни карстни рељеф који је највећим делом представљен објектима јамског и понорског типа. Утврђено је и описано 47 спелеолошких објеката од којих њих 13 има одлике пећина чија дужина канала углавном не прелази 50 метара.

### Рељеф
У еволуцији рељефа Бијеле горе уочава се веза између глацијалне и флувиоглацијалне ерозије у плеистоцену и последично накупина седимената у околним пољеним око Грахова и Драгаља. Овде су депоновани моћни акумулациони слојеви, који су међу најважнијим квартарним седиментима у медитеранском региону и који су уједно и најбоље очувани квартарни седименти средњег плеистоцена

## Значај
Бијела гора (Орјен), која се простире на око 18.156 хектара и припада медитеранској биогеографској регији има следећи значај:
- Геолошку и геоморфолошку вредност засновану на карстном рељефу, и то посебно

подземни карстни рељеф, који је највећим делом представљен објектима јамског и понорског типа.
- Изузетну миколошку, флористичку и вегетацијску разноврсност која се огледа у присуству бројних ендемичних, реликтних, ретких и угрожених врста. Посебну вредност чине ендемо-реликтне шуме мунике, врсте која представља субендем јужних Апенина и југоисточних Динарида, као и илирске букове шуме.
- Присуство бројних врста птица, аутохтоних и алохтоних врста ихтиофауне, водоземаца, гмизаваца и сисара.
- Идеална за опстанак значајних врста, попут медведа, вука, јаребице и атрактивне птице грабљивице - орла змијара.[6][2]

## Флора и фауна
Током биолошко-истраживачке експедиције у масиву Бијела гора - Орјен код Требиња откривено је:
Биљне врсте
450 биљних врста на 45 квадратних метара простора, од чега су две биљке месождери.
Птице
87 врста птица које су сврстане у 14 редова и 33 породице.  Две врсте нису са сигурношћу утврђена због лоших услова посматрања. Међу врсте које су ретке, на само том подручју већ и целој Босни и Херцеговини утврђене су орао змијар (Circaetus gallicus) или све ређи сури орао (Aquila chrysaetos).  Друге значајне врсте за заштиту које су означене као ретке или угрожене су: 
- Јаребица камењарка (Alectoris graeca),
- Буљина  (Bubo bubo),
- Бела чиопа (Tachymarptis melba),
- Пупавац (Upupa epops),
- Птице певачице  (модрокос  (Monticola solitarius) и вољић маслинар (Hippolais olivetorum).[8]

- Јаребица камењарка
- Буљина
- Пупавац
- Вољић маслинар